# Жаркова, Медея Евгеньевна
Медея Евгеньевна Жаркова (род. 12 июля 2003, Прохладный, Кабардино-Балкария) — российская футболистка, нападающая клуба «Зенит» и сборной России.

## Биография
Воспитанница СДЮСШОР города Прохладный, первый тренер — Александр Степанович Херовимчук. Со второй половины 2010-х годов занималась в младших командах краснодарской «Кубаночки». Становилась призёром и лучшим бомбардиром региональных и городских детских соревнований. Серебряный призёр летней Спартакиады учащихся России 2019 года, бронзовый призёр первенства России среди 17-летних 2018 года.
В высшей лиге России дебютировала 5 июня 2019 года в матче против ижевского «Торпедо», заменив на 83-й минуте Викторию Шкоду. Всего в первом сезоне сыграла 3 матча, во всех выходила на замены. Бронзовый призёр чемпионата России 2019 года. В 2020 году стала регулярно играть за основу своего клуба, преобразованного в «Краснодар». 26 августа 2020 года забила свой первый гол в высшей лиге в ворота «Чертаново».
Также играла за молодёжные составы «Кубаночки» и «Краснодара» в первой лиге. В 2020 году стала автором 5 голов в игре против белгородской «Виктории» (12:0). Лауреат премии «Первая пятёрка» 2023. В марте 2025 года перешла в «Зенит».
Выступала за юниорские и молодёжные сборные России (до 16, до 17, до 19 лет), провела более 30 матчей. Первый неофициальный матч за основную женскую сборную России провела 5 сентября 2022 года против «Строгино». Первый официальный матч — 7 октября 2022 против сборной Белоруссии.